# From First to Last
I From First to Last (talvolta abbreviato in FFTL) sono un gruppo post-hardcore statunitense. La band ha pubblicato il suo primo EP intitolato Aesthetic nel 2003 con il cantante Phillip Reardon, seguito da Dear Diary, My Teen Angst Has a Body Count nel 2004 e Heroine nel 2006, col cantante Sonny Moore. Dopo che Moore, nel febbraio 2007, intraprende la sua carriera da solista, la band ha aggiunto il permanente bassista Matt Manning, mentre alla voce è rimasto il cantante/chitarrista Matt Good, precedentemente in coppia con Moore. Hanno pubblicato From First to Last nel 2008 e Throne to the Wolves nel 2010, prima di andare in pausa nello stesso anno. Nel 2013 la band si è riunita per registrare un nuovo album.

## Storia

### Gli inizi (1999-2003)
La band nasce nel 1999 per volontà dei chitarristi Matt Good e Travis Richter, che all'epoca suonavano l'uno in una band chiamata First Too Last e l'altro negli Eastdale, due gruppi locali della Florida. Quando Matt chiede a Travis di unirsi alla propria band, il gruppo modifica leggermente il proprio nome in From First to Last, e dopo vari cambi di formazione arriva ad avere una formazione stabile con Matt e Travis alla chitarra, Derek Bloom alla batteria, Jon Weisberg al basso e Philip Reardon come screamer. La band inizia subito a scrivere le canzoni per un primo EP e ad esibirsi in vari tour negli Stati vicini. Durante uno di questi concerti, vengono notati dalla Four Leaf Recordings, un'etichetta locale, che decide di pubblicare il primo EP della band, Aesthetic, nel 2003. Il disco ha un buon successo e permette alla band di iniziare a farsi un nome anche a livello nazionale, ottenendo un manager ed anche i primi veri e propri tour organizzati professionalmente. Verso la fine dell'anno i From First to Last firmano un contratto con la Epitaph Records.

### Dear Diary, My Teen Angst Has A Body Count(2004-2005)
Dopo l'EP Aesthetic, Reardon decide di uscire dalla band per divergenze artistiche, e Matt Good assume il ruolo di voce principale, intendendo dare al gruppo una direzione più orientata verso un cantato pulito. Non volendo però essere cantante principale e chitarrista nello stesso tempo, attraverso il famoso social network MySpace, Good viene in contatto con un chitarrista della California di nome Sonny Moore, appena sedicenne. Moore vola fino a Valdosta, in Georgia, dove la band sta registrando il suo primo album, e viene subito scelto come secondo chitarrista. Tuttavia, quando la band sente Moore cantare Featuring Some of Your Favorite Words, una delle canzoni del disco, impressionata dall'ottima voce del ragazzo decide di assumerlo a tempo pieno come cantante del gruppo al fianco di Good.
Matt Good e Travis Richter scrivono l'album in due settimane. Dear Diary, My Teen Angst Has a Body Count viene pubblicato il 29 giugno 2004. Da fine maggio a metà giugno 2005, i From First to Last partecipano al tour "Dead by Dawn" con altre band, e la popolarità del gruppo comincia inaspettatamente a crescere di molto.

### Heroine(2006-2007)
Dopo il tour del 2005, la band si reca ai Radio Star Studios di Weed per registrare il secondo album, prodotto da Ross Robinson. Al bassista Weisberg era stato formalmente chiesto di lasciare la band a causa di conflitti interni, così il produttore Ross Robinson chiede a Wes Borland, ex-chitarrista dei Limp Bizkit, di suonare il basso per l'album. successivamente suona anche in diversi tour con la band. L'album viene pubblicato il 21 marzo 2006, raggiungendo la 25ª posizione nella Billboard 200, con una vendita di oltre 33 000 copie nella prima settimana. Poco dopo, in aprile, la band firma per la major Capitol Records Da metà marzo a metà maggio la band va in tour insieme a Fall Out Boy, Hawthorne Heights e The All-American Rejects per il "Black Clouds and Underdogs Tour" a sostegno di Heroine .
I From First to Last fanno poi un breve tour europeo, e suonano anche in diverse date del Warped Tour del 2006, prima di essere costretti ad abbandonarlo a causa di un nodulo alle corde vocali di Sonny Moore. Recuperato Moore, il gruppo partecipa al "World Championship Tour" in supporto degli Atreyu assieme a Every Time I Die e Chiodos. Durante il tour, ancora una volta Moore ha problemi alle corde vocali e deve abbandonare il tour. La band aveva stabilito che i chitarristi Good e Richter prendessero il posto di Moore per la durata del tour, anche se il cantante dei Chiodos, Craig Owens, insisteva per fare il cantante nelle loro esibizioni; alla fine, gli Atreyu costringono la band ad abbandonare il tour.

### Album omonimo (2008-2009)
A fine 2006 (ma la cosa è ufficializzata solo a febbraio dell'anno seguente), il cantante Moore lascia la band per perseguire una carriera da solista. La sua decisione è basata sulla sua voglia di creare una propria musica, e anche sul fatto che cantare nei From First to Last era uno sforzo immenso per le sue corde vocali, tanto da rendere necessario un intervento chirurgico per l'asportazione del nodulo.
Dopo la dipartita di Moore, i From First to Last entrano in crisi. La loro etichetta, Capitol Records, li abbandona a causa di problemi finanziari. Senza cantante, etichetta e bassista, la band è divisa. Matt Good, comunque, decide di assumere il ruolo di cantante principale, pur continuando anche a suonare la chitarra. La band prende Matt Manning come bassista a tempo pieno e paga di tasca propria le spese per continuare a lavorare sul terzo album. Il gruppo parte per un tour da luglio al 21 agosto, con 5 ospiti: Alesana, Vanna, Brighten, e Four Year Strong. Poco prima di registrare il terzo album, la band prende parte al "Show Must Go On tour" con gli Hawthorne Heights, Secondhand Serenade, Powerspace, e Brighten, ma in seguito annulla le date per aprire i concerti dei Deftones.
Dopo aver completato un intero mix del loro nuovo materiale, i From First to Last vengono messi sotto contratto dalla Suretone Records. La band registra per la seconda volta a Los Angeles, con i produttori Josh Abraham e Ryan Williams. Dopo il completamento dell'album, a mezzanotte del 14 novembre 2007 ne viene pubblicata una canzone, Two as One, su Myspace.

### Throne to the Wolves (2009-2010)
Dopo una pausa dal tour nel tardo 2008, in cui Travis Richter e Derek Bloom si concentrano sul side-project The Color of Violence (pubblicando un album chiamato Youthanize), il gruppo comincia a scrivere nuove canzoni all'inizio del 2009 e inizia a produrre le demo delle nuove canzoni nel marzo dello stesso anno, per l'album che sarebbe dovuto uscire un anno dopo. Una demo completa di una canzone del nuovo album viene caricata su Myspace in quel periodo, insieme ad una traccia inedita da Heroine, Save Us. Una seconda demo viene pubblicata il 3 luglio 2009. Il 6 agosto, la band inizia a registrare le linee di batteria per il nuovo album presso gli EarthSound Studios di Valdosta, in Georgia, con il produttore Lee Dyess.
Nel settembre 2009, i From First to Last annunciano un tour con Miss May I, Greeley Estates e Therefore I Am ad ottobre e novembre e che hanno firmato con la Rise Records.
La band va in tour con Alesana, The Word Alive, Asking Alexandria e Memphis May Fire nel dicembre 2009. Sebbene entro dicembre le registrazioni dovessero teoricamente essere completate, la band si vede obbligata a cancellare le ultime due settimane di date dal vivo - con molto dispiacere da parte dei fans, alcuni dei quali iniziano a lamentarsi del fatto che la band non riesca mai a finire un tour - in modo da tornare a Valdosta e finire i ritocchi al nuovo album. Si vocifera di un possibile scioglimento della band.
Matt Good risponde a queste accuse e voci di corridoio
I From First to Last pubblicano una nuova canzone dall'album, intitolata "Going Lohan", sul loro myspace. Nel tardo 2009 i From First to Last vedono un nuovo cambio di formazione con Travis Richter che lascia la band; nessun annuncio ufficiale viene fatto e nessuna ragione viene espressa per la sua dipartita. Matt Godd e Matt Manning assumono le mansioni di screaming e Blake Steiner (ex chitarrista della band Mia Medusa) si aggiunge come chitarrista, registrando Throne to The Wolves al suo posto. Il 31 dicembre i From First to Last pubblicano la canzone "I'll Inoculate the World with the Virus of My Disillusionment" su Myspace.
Travis, riguardo alla propria dipartita dalla band, dichiara:
Il 20 gennaio 2010, i From First to Last fanno infine un annuncio riguardo alla dipartita di Travis dalla band attraverso Myspace.
Travis è stato con noi fin dall'inizio e sarà sempre qualcuno cui sarò molto legato. Sfortunatamente però, mentre il tempo scorre a volte le persone crescono diversamente l'una dall'altra. Ci sono tante cose che potrei dire, ma sono piuttosto personali e non penso che ci sia il bisogno di discuterne qui. Questa band riguarda e riguarderà sempre scrivere musica con i miei amici. Non ce ne frega un cazzo del successo o dei soldi o qualsiasi cosa. Vogliamo fare quel che ci piace fare insieme come una famiglia. Non ci scioglieremo e non cambieremo il nostro nome. Fintanto che faremo la musica di cui siamo fieri e ci divertiremo, questa band continuerà ad esistere.
Auguriamo tutto il meglio a Travis in tutto ciò che farà e resterà ancora un amico per noi. Voglio che tutti quanti capiscano che questo non è stato fatto per odio o qualsiasi altra emozione negativa. L'atmosfera necessaria per essere creativi insieme se n'era semplicemente andata. Succede, è triste e tutto quanto, ma è semplicemente la vita. Chiunque sia grande abbastanza da avere relazioni personali saprà che capita spesso che le persone si dividano.
È così che è la vita e non cambierà. Apprezziamo chiunque sia stato dalla parte di questa band durante tutti questi anni.
Se questo vi fa incazzare così tanto che sentite che non potete ascoltarci più, va bene e lo capiamo. Vi vogliamo bene lo stesso ;)
Sappiate però che quando le band prendono questo tipo di decisioni sono sempre ad una situazione limite. NESSUNO vorrebbe dover buttare fuori un membro della propria band. Non è mai facile, ma a volte devi prendere decisioni davvero difficili. Fa parte dell'essere un adulto.»
Nel marzo 2010, i From First To Last sono gli headliner del "Royal Family Tour 2010", supportato da Eyes Set To Kill, Confide, Black Veil Brides e Sleeping with Sirens.
Throne to the Wolves è pubblicato il 16 marzo 2010. L'album è ben accolto dai critici e anche dai fans; riceve recensioni favorevoli da Alternative Press e da Absolute Punk. L'album debutta al numero 24 nella Billboard Top Hard Rock Albums e al numero 45 nella Top Independent Albums. È il primo album della band a non apparire nella Billboard 200 dai tempi di Dear Diary, My Teen Angst Has a Body Count. Dopo una settimana nelle classifiche, ne esce; a discapito del suo debole debutto, e delle vendite della prima settimana a meno di 4.000 unità, l'album è visto come un buon punto di partenza e un nuovo inizio per la band.
Dall'8 maggio la band parte in tour con Our Last Night, We Came as Romans e Bullet for a Pretty Boy nel "Welcome to the Circus Tour", con la band Asking Alexandria come headliner. Il tour si conclude il 9 giugno. Il 10 giugno la band comincia a suonare date supportando gli A Skylit Drive nella seconda metà del "Go Fist Pump Yourself Tour", insieme con Tides of Man e Abandon All Ships. Gli amici della band I Set My Friends On Fire sono inizialmente chiamati a suonare, ma sono costretti a lasciare il tour a causa dei ritardi nelle registrazioni.

### Pausa della band (28 luglio 2010)
Il 28 luglio, Matt Good annuncia che i From First to Last vanno in pausa.
Questa è principalmente una decisione basata sui tempi che sono cambiati e il desiderio di iniziare a rincorrere nuove cose nelle nostre vite. Questa band è stata il centro delle nostre vite per la nostra intera vita adulta fino ad oggi. Dopo quattro album interi e quasi 8 anni di duro touring, il bisogno di vedere di che cos'altro siamo capaci di ottenere è quasi irresistibile e penso non ci sia nessun miglior momento di questo per andare avanti, fare un tentativo incrociando le dita e vedere cosa succede. Sappiate comunque che i "From First To Last" sono responsabili di tutto ciò che io ho nella mia vita, bella e brutta, e per quanto mi riguarda continuerà probabilmente ad esistere fino a quando sarò troppo vecchio per continuare oppure morto. So che senza le persone che ci hanno supportato saremmo nulla e sono eternamente grato per tutto quanto. Sappiate solo che non vi deluderemo e abbiamo ancora intenzione di fare ancora musica in qualche momento nel futuro quando sarà il momento giusto per tutti quanti. Per adesso continuate a tenere gli occhi aperti per nuovi progetti e nuovi lavori da parte di tutti noi. Grazie per questi 8 anni incredibili!»
Matt Good crea assieme a Craig Owens dei Chiodos, Aaron Stern dei Matchbook Romance, Nick Martin degli Underminded e Adam Russell degli Story of the Year un supergruppo chiamato Destroy Rebuild Until God Shows. Matt Manning e Blake Steiner creano nel 2011 un gruppo chiamato Eye in the Sky.

### Reunion e nuovo EP (2013-2015)
Dopo che Matt Good dà avvio ad alcune voci che promettono nuove notizie della band, il 13 novembre 2013 i From First to Last annunciano di aver avviato un progetto su Kickstarter per raccogliere 25.000 $, necessari a registrare un nuovo EP (ed eventualmente un video musicale se i fondi raccolti superano la cifra fissata). Raccolta la cifra, la band va in studio a marzo 2014 con il produttore Taylor Larson per registrare le nuove canzoni. Durante le registrazioni, lo stesso Larson decide di entrare a far parte della band come terzo chitarrista. Nello stesso periodo la band arruola un nuovo vocalist, Spencer Sotelo dei Periphery, mentre il batterista Derek Bloom lascia la band e viene sostituito da Ernie Slenkovich. Il 24 novembre la band pubblica ''Dead Trees'', primo singolo estratto dall'omonimo album in uscita il 12 maggio 2015. Sotelo abbandona la band nell'agosto 2016

### Reunion con Sonny Moore (2017)
Il 1 agosto 2016, Spencer Sotelo in un post su twitter afferma di non essere più membro della band, affermando inoltre che l'ex cantante Sonny Moore (divenuto famoso dopo l'abbandono della band col nome di Skrillex) si starebbe ricongiungendo con i suoi ex compagni. Ad alimentare quanto detto da Sotelo su Twitter è lo stesso Skrillex che, durante un episodio del suo show radiofonico, condivide una clip dal nome ''bonus track'', che sembra essere un brano inedito dei FFTL, con lui alla voce. Seguono 5 mesi di silenzio, rotto da Mark Hoppus, bassista dei Blink 182 che il 13 gennaio 2017 posta sul suo profilo instagram una foto che lo ritrae in studio insieme al suo collega Travis Barker, il produttore John Feldman, Matt Good e lo stesso Skrillex.
Il 16 gennaio, Skrillex pubblica sulla sua pagina Facebook un nuovo brano dei FFTL intitolato ''Make War'', con lui in veste di vocalist. Non è del tutto chiaro se si tratta di una collaborazione temporanea o di un rientro permanente, anche se quest'ultima tesi troverebbe conferma sulle descrizioni del profilo instagram e della pagina facebook dei FFTL, nelle quali Skrillex figura come membro della band insieme a Good e Richter. Inspiegabilmente assenti risultano il bassista Matt Manning, il chitarrista Taylor Larson e il batterista Ernie Slenkovich, al posto di quest'ultimo figura invece Derek Bloom, che rientra nella band dopo 3 anni dalla sua dipartita.
Il primo show della reunion è stato effettuato il 7 febbraio 2017 a Los Angeles, California.

## Formazione

### Formazione attuale
- Matt Good – voce, chitarre, tastiere (1999-2010, 2013-presente)
- Travis Richter – chitarre, basso, seconde voci, scream (2002–2010, 2013-presente)
- Derek Bloom – batteria, percussioni, programming (1999-2010, 2013-2014, 2017-presente)
- Sonny ''Skrillex'' Moore – voce, chitarre, tastiere (2004–2007, 2017-presente)
- Matt Manning – seconde voci, scream, basso (2007-2010, 2013-presente)

### Ex componenti
- Blake Steiner – chitarre, seconde voci (2009—2010)
- Jon Weisberg – basso, seconde voci (2003–2005)
- Chris Lent – tastiere, programming, sintetizzatore, piano, percussioni (2008–2009)
- Greg Taylor – batteria, percussioni (2002)
- Phillip Reardon – voce (2002–2003)
- Joey Antillion – basso (2002–2003)
- Ernie Slenkovich - batteria (2014-2017)
- Spencer Sotelo - voce principale (2014-2016)
- Taylor Larson - chitarre (2014-2017)

### Touring
- Rick Patterson – chitarre (2003–2004)
- Alicia Simmons-Way – basso (2005)
- Wes Borland – basso (in Heroine e negli spettacoli dal vivo, 2005–2006)
- Matthew Fleischman – basso (2006)
- Jake Frazier – basso (2009)

## Discografia
Album in studio
- 2004 - Dear Diary, My Teen Angst Has a Body Count
- 2006 - Heroine
- 2008 - From First to Last
- 2010 - Throne to the Wolves
- 2015 - Dead Trees

EP
- 2003 - Aesthetic (EP)

Singoli
- 2003 - Such a Tragedy
- 2003 - My Heart, Your Hands
- 2004 - Ride the Wings of Pestilence
- 2005 - Note to Self
- 2006 - The Latest Plague
- 2006 - Heroine
- 2008 - Worlds Away
- 2008 - Two as One
- 2017 - Make War
- 2018 - Surrender
- 2024 - GENESIS

### Video
- 2003 - Such a Tragedy
- 2004 - Ride the Wings of Pestilence
- 2005 - Note to Self
- 2006 - The Latest Plague
- 2006 - Shame Shame
- 2008 - Worlds Away

### Collaborazioni
- 2003 - X12 Days of XXXMASX - A Santa Cause - It's A Punk Rock Christmas, con Phil Reardon (The New Tragic)
- 2005 - Failure by Designer Jeans - Punk-O-Rama Vol. 10 (anche su Music on the Brain volume 1, da smartpunk.com)
- 2005 - Christmassacre - Taste of Christmas
- 2004 - Warped Tour 2004 Tour Compilation
- 2005 - Warped Tour 2005 Tour Compilation
- 2006 - Warped Tour 2006 Tour Compilation
- 2006 - Best of Punk-O-Rama